# FIFA Svjetsko klupsko prvenstvo 2000.
FIFA Svjetsko klupsko prvenstvo 2000. bilo je prvo izdanje FIFA Svjetskog klupskog prvenstva, globalnog klupskog nogometnog natjecanja. Prvenstvo se održalo u Brazilu u razdoblju od 5. do 14. siječnja 2000. Krovna svjetska nogometna organizacija FIFA odabrala je 3. rujna 1997. Brazil kao domaćina jer su ga smatrali najjačim kandidatom. Ždrijeb natjecanja održan je 14. listopada 1999. u Copacabana Palaceu u Rio de Janeiru. Sve su utakmice igrane na stadionima Maracanã u Riju i Morumbi u São Paulu.
Osam je momčadi sudjelovalo u natjecanju; dvije iz Južne Amerike, dvije iz Europe i po jedna iz Sjeverne Amerike, Afrike, Azije i Oceanije. Prva utakmica Svjetskih klupskih prvenstava odigrana je u São Paulu, prvi pobjednik bio je španjolski Real Madrid, koji je s 3:1 svladao saudijski Al-Nassr. Nicolas Anelka postigao je prvi gol u povijesti Svjetskih klupskih prvenstava, dok je vratar brazilskog prvaka Corinthiansa Dida prvi koji je sačuvao čistu mrežu na prvenstvu.
Corinthians i Vasco da Gama su bili osvajači svojih skupina i tako se kvalificirali za finale. Pred 73 000 gledatelja, susret je završio bez pogodaka i nakon produžetaka, tako da se o prvaku odlučivalo izvođenjem jedanaesteraca, u kojima je Corinthians bio uspješniji pobijedivši s 4:3. Kao pobjednik natjecanja, Corinthiansa je dobio 6 milijuna dolara nagradnog novca, dok je Vasco da Gama primio 5 milijuna $. Necaxa je svladala Real Madrid u susretu za treće mjesto, primivši tako 4 milijuna $. Real Madrid je dobio 3 milijuna, a ostale momčadi u natjecanju po 2,5 milijuna $.

## Momčadi u natjecanju
Sljedeći su se klubovi kvalificirali za FIFA Svjetsko klupsko prvenstvo 2000.
| Momčad                | Konfederacija | Kvalificirani kao                              |
| --------------------- | ------------- | ---------------------------------------------- |
| Corinthians (domaćin) | CONMEBOL      | Pobjednik Campeonato Brasileira 1998.          |
| Al-Nassr              | AFC           | Pobjednik Azijskog superkupa 1998.             |
| Manchester United     | UEFA          | Pobjednik UEFA Lige prvaka 1998./99.           |
| Necaxa                | CONCACAF      | Pobjednik CONCACAF Kupa prvaka 1999.           |
| Raja Casablanca       | CAF           | Pobjednik CAF Lige prvaka 1999.                |
| Real Madrid           | UEFA          | Pobjendik Interkontinentalnog kupa 1998.       |
| South Melbourne       | OFC           | Pobjednik Oceanijskog klupskog prvenstva 1999. |
| Vasco da Gama         | CONMEBOL      | Pobjednik Copa Libertadoresa 1998.             |

## Stadioni
Susreti FIFA Svjetskog klupskog prvenstva 2000. igrali su se na 2 stadiona:
- Estádio do Maracanã, Rio de Janeiro
- Estádio do Morumbi, São Paulo

## Suci
Osam sudaca iz šest konfederacija pozvano je za prvenstvo, zajedno s pomoćnim sudcima.
| Konfederacija | Sudac/-i                    | Pomoćni sudac/-i                  |
| ------------- | --------------------------- | --------------------------------- |
| AFC           | Saad Mane                   | Serguey Ufimtsev                  |
| CAF           | Falla N'Doye                | Ali Tomusangue                    |
| CONCACAF      | William Mattus              | Haseeb Mohammed                   |
| CONMEBOL      | Horacio Elizondo Óscar Ruiz | Miguel Giacomuzzi Fernando Cresci |
| OFC           | Derek Rugg                  | Lavetala Siuamoa                  |
| UEFA          | Stefano Braschi Dick Jol    | Jens Larsen Jacek Pociegiel       |

## Format natjecanja
Utakmice su igrane u São Paulu i Rio de Janeiru. Momčadi su raspodijeljene u dvije skupine po četiri ekipe. Pobjednici skupina išli su u finale dok su se dvije drugoplasirane ekipe borile za treće mjesto. 

## Natjecanje po skupinama

### Skupina A
| Momčad          | Uta. | Pob. | Izj. | Por. | PoG. | PrG. | GR | Bod. |
| --------------- | ---- | ---- | ---- | ---- | ---- | ---- | -- | ---- |
| Corinthians     | 3    | 2    | 1    | 0    | 6    | 2    | +4 | 7    |
| Real Madrid     | 3    | 2    | 1    | 0    | 8    | 5    | +3 | 7    |
| Al-Nassr        | 3    | 1    | 0    | 2    | 5    | 8    | −3 | 3    |
| Raja Casablanca | 3    | 0    | 0    | 3    | 5    | 9    | −4 | 0    |

| 5. siječnja 2000. 18:45              |        |                          |                                                                                     |
| Real Madrid                          | 3 : 1  | Al-Nassr                 | Estádio do Morumbi, São Paulo Broj gledatelja: 12 000 Sudac: Óscar Ruiz (Kolumbija) |
| Anelka 21' Raúl 61' Sávio 69' (11 m) | Report | Al-Husseini 45+1' (11 m) | Estádio do Morumbi, São Paulo Broj gledatelja: 12 000 Sudac: Óscar Ruiz (Kolumbija) |

| 5. siječnja 2000. 21:15      |        |                 |                                                                                        |
| Corinthians                  | 2 : 0  | Raja Casablanca | Estádio do Morumbi, São Paulo Broj gledatelja: 23 000 Sudac: Stefano Braschi (Italija) |
| Luizão 50' Fábio Luciano 64' | Report |                 | Estádio do Morumbi, São Paulo Broj gledatelja: 23 000 Sudac: Stefano Braschi (Italija) |

| 7. siječnja 2000. 18:45 |        |                 |                                                                                         |
| Real Madrid             | 2 : 2  | Corinthians     | Estádio do Morumbi, São Paulo Broj gledatelja: 55 000 Sudac: William Mattus (Kostarika) |
| Anelka 19' 71'          | Report | Edílson 28' 64' | Estádio do Morumbi, São Paulo Broj gledatelja: 55 000 Sudac: William Mattus (Kostarika) |

| 7. siječnja 2000. 21:15                             |        |                                               |                                                                                      |
| Raja Casablanca                                     | 3 : 4  | Al-Nassr                                      | Estádio do Morumbi, São Paulo Broj gledatelja: 3 000 Sudac: Derek Rugg (Novi Zeland) |
| Al Dosari 25' (ag.) El Moubarki 67' El Karkouri 73' | Report | Al Amin 4' Bahja 49' Al-Husseini 51' Saïb 86' | Estádio do Morumbi, São Paulo Broj gledatelja: 3 000 Sudac: Derek Rugg (Novi Zeland) |

| 10. siječnja 2000. 18:45            |        |                            |                                                                                           |
| Real Madrid                         | 3 : 2  | Raja Casablanca            | Estádio do Morumbi, São Paulo Broj gledatelja: 18 000 Sudac: Horacio Elizondo (Argentina) |
| Hierro 49' Morientes 53' Geremi 88' | Report | Achami 28' Moustaoudia 59' | Estádio do Morumbi, São Paulo Broj gledatelja: 18 000 Sudac: Horacio Elizondo (Argentina) |

| 10. siječnja 2000. 21:15 |        |                           |                                                                                    |
| Al-Nassr                 | 0 : 2  | Corinthians               | Estádio do Morumbi, São Paulo Broj gledatelja: 31 000 Sudac: Dick Jol (Nizozemska) |
|                          | Report | Ricardinho 24' Rincón 81' | Estádio do Morumbi, São Paulo Broj gledatelja: 31 000 Sudac: Dick Jol (Nizozemska) |

### Skupina B
| Momčad            | Uta. | Pob. | Izj. | Por. | PoG. | PrG. | GR | Bod. |
| ----------------- | ---- | ---- | ---- | ---- | ---- | ---- | -- | ---- |
| Vasco da Gama     | 3    | 3    | 0    | 0    | 7    | 2    | +5 | 9    |
| Necaxa            | 3    | 1    | 1    | 1    | 5    | 4    | +1 | 4    |
| Manchester United | 3    | 1    | 1    | 1    | 4    | 4    | 0  | 4    |
| South Melbourne   | 3    | 0    | 0    | 3    | 1    | 7    | −6 | 0    |

| 6. siječnja 2000. 18:15 |        |                |                                                                                                 |
| Manchester United       | 1 : 1  | Necaxa         | Estádio do Maracanã, Rio de Janeiro Broj gledatelja: 50 000 Sudac: Horacio Elizondo (Argentina) |
| Yorke 88'               | Report | Montecinos 14' | Estádio do Maracanã, Rio de Janeiro Broj gledatelja: 50 000 Sudac: Horacio Elizondo (Argentina) |

| 6. siječnja 2000. 20:45 |        |                 |                                                                                          |
| Vasco da Gama           | 2 : 0  | South Melbourne | Estádio do Maracanã, Rio de Janeiro Broj gledatelja: 66 000 Sudac: Dick Jol (Nizozemska) |
| Felipe 53' Edmundo 86'  | Report |                 | Estádio do Maracanã, Rio de Janeiro Broj gledatelja: 66 000 Sudac: Dick Jol (Nizozemska) |

| 8. siječnja 2000. 18:15 |        |                             |                                                                                       |
| Manchester United       | 1 : 3  | Vasco da Gama               | Estádio do Maracanã, Rio de Janeiro Broj gledatelja: 73 000 Sudac: Saad Mane (Kuvajt) |
| Butt 81'                | Report | Romário 24' 26' Edmundo 43' | Estádio do Maracanã, Rio de Janeiro Broj gledatelja: 73 000 Sudac: Saad Mane (Kuvajt) |

| 8. siječnja 2000. 20:45 |        |                                                      |                                                                                         |
| South Melbourne         | 1 : 3  | Necaxa                                               | Estádio do Maracanã, Rio de Janeiro Broj gledatelja: 5 000 Sudac: Falla Ndoye (Senegal) |
| Anastasiadis 45+2'      | Report | Montecinos 19' (11 m) Delgado 29' Cabrera 79' (11 m) | Estádio do Maracanã, Rio de Janeiro Broj gledatelja: 5 000 Sudac: Falla Ndoye (Senegal) |

| 11. siječnja 2000. 18:15 |        |                 |                                                                                              |
| Manchester United        | 2 : 0  | South Melbourne | Estádio do Maracanã, Rio de Janeiro Broj gledatelja: 25 000 Sudac: Stefano Braschi (Italija) |
| Fortune 8'               | Report |                 | Estádio do Maracanã, Rio de Janeiro Broj gledatelja: 25 000 Sudac: Stefano Braschi (Italija) |

| 11. siječnja 2000. 20:45 |        |                       |                                                                                           |
| Necaxa                   | 1 : 2  | Vasco da Gama         | Estádio do Maracanã, Rio de Janeiro Broj gledatelja: 45 000 Sudac: Óscar Ruiz (Kolumbija) |
| Aguinaga 5'              | Report | Odvan 14' Romário 69' | Estádio do Maracanã, Rio de Janeiro Broj gledatelja: 45 000 Sudac: Óscar Ruiz (Kolumbija) |

## Drugi dio natjecanja

### Utakmica za treće mjesto
| 14. siječnja 2000. 17:00 |             |             |                                                                                          |
| Real Madrid              | 1 : 1 (pr.) | Necaxa      | Estádio do Maracanã, Rio de Janeiro Broj gledatelja: 35 000 Sudac: Óscar Ruiz (Colombia) |
| Raúl 15'                 | Report      | Delgado 58' | Estádio do Maracanã, Rio de Janeiro Broj gledatelja: 35 000 Sudac: Óscar Ruiz (Colombia) |

|                                           |       | jedanaesterci                          |  |  |
| Eto'o Helguera McManaman Morientes Dorado | 3 : 4 | Vázquez Cabrera Perez Aguinaga Delgado |  |  |
|                                           |       |                                        |  |  |

### Finale
| 14. siječnja 2000. 20:00 |             |               |                                                                                           |
| Corinthians              | 0 : 0 (pr.) | Vasco da Gama | Estádio do Maracanã, Rio de Janeiro Broj gledatelja: 73 000 Sudac: Dick Jol (Netherlands) |
|                          | Report      |               | Estádio do Maracanã, Rio de Janeiro Broj gledatelja: 73 000 Sudac: Dick Jol (Netherlands) |

|                                              |       | jedanaesterci                                |  |  |
| Rincón Fernando Baiano Luizão Edu Marcelinho | 4 : 3 | Romário Alex Oliveira Gilberto Viola Edmundo |  |  |
|                                              |       |                                              |  |  |

| FIFA Svjetsko klupsko prvenstvo Pobjednici 2000. |
| ------------------------------------------------ |
|                                                  |
| Corinthians Prvi naslov                          |

## Statistika

### Konačni poredak
| Pos | Momčad            | Konfederacija | Uta. | Pob. | Izj. | Por. | PoG. | PrG. | GR | Bod. |
| --- | ----------------- | ------------- | ---- | ---- | ---- | ---- | ---- | ---- | -- | ---- |
| 1   | Corinthians       | CONMEBOL      | 4    | 2    | 2    | 0    | 6    | 2    | +4 | 8    |
| 2   | Vasco da Gama     | CONMEBOL      | 4    | 3    | 1    | 0    | 7    | 2    | +5 | 10   |
| 3   | Necaxa            | CONCACAF      | 4    | 1    | 2    | 1    | 6    | 5    | +1 | 5    |
| 4   | Real Madrid       | UEFA          | 4    | 2    | 2    | 0    | 9    | 6    | +3 | 8    |
| 5   | Manchester United | UEFA          | 3    | 1    | 1    | 1    | 4    | 4    | 0  | 4    |
| 6   | Al-Nassr          | AFC           | 3    | 1    | 0    | 2    | 5    | 8    | −3 | 3    |
| 7   | Raja Casablanca   | CAF           | 3    | 0    | 0    | 3    | 5    | 9    | −4 | 0    |
| 8   | South Melbourne   | OFC           | 3    | 0    | 0    | 3    | 1    | 7    | −6 | 0    |

### Strijelci
| 3 gola - Nicolas Anelka (Real Madrid) - Romário (Vasco da Gama) 2 gola - Fahad Al-Husseini (Al-Nassr) - Agustin Delgado (Necaxa) - Edilson (Corinthians) - Edmundo (Vasco da Gama) - Quinton Fortune (Manchester United) - Cristian Montecinos (Necaxa) - Raúl (Real Madrid) 1 gol - Youssef Achami (Raja Casablanca) - Alex Aguinaga (Necaxa) - Fuad Amin (Al-Nassr) - John Anastasiadis (South Melbourne) | - Ahmed Bahja (Al-Nassr) - Nicky Butt (Manchester United) - Salvador Cabrera (Necaxa) - Talal El Karkouri (Raja Casablanca) - Bouchaib El Moubarki (Raja Casablanca) - Felipe (Vasco da Gama) - Geremi (Real Madrid) - Fernando Hierro (Real Madrid) - Fábio Luciano (Corinthians) - Luizão (Corinthians) - Fernando Morientes (Real Madrid) - Mustapha Moustaoudia (Raja Casablanca) - Odvan (Vasco da Gama) - Ricardinho (Corinthians) - Freddy Rincón (Corinthians) - Moussa Saïb (Al-Nassr) - Sávio (Real Madrid) - Dwight Yorke (Manchester United) |

## Nagrade
| Zlatna lopta          | Srebrna lopta           | Brončana lopta          |
| --------------------- | ----------------------- | ----------------------- |
| Edílson (Corinthians) | Edmundo (Vasco da Gama) | Romário (Vasco da Gama) |

| Fair-play nagrada |
| ----------------- |
| Al-Nassr          |

## Vanjske poveznice
- FIFA Svjetsko klupsko prvenstvo 2000.  Arhivirana inačica izvorne stranice od 23. listopada 2013. (Wayback Machine) na FIFA.com